# Pierre-François Dufour
Pierre-François Dufour, alias Titi, est un violoncelliste et batteur français né le 13 juillet 1984 à Bordeaux.

## Biographie
L’année de ses 10 ans, il participe à son premier enregistrement comme multi-instrumentiste avec le Big Band Gironde et le pianiste Thierry Eliez. 
A 11 ans il se produit déjà dans de nombreux festivals européens puis, l'année suivante, donne ses premiers concerts de soliste et chambriste. Parallèlement, il continue sa carrière de batteur de jazz sur scène auprès de Bernard Lubat et Michel Portal. 
En 2000, il intègre le Conservatoire national supérieur de musique et de danse de Paris dans la classe de Philippe Muller. Il se lie d’amitié avec son professeur de musique de chambre Daria Hovora avec qui il fera des concerts et recitals durant sa formation.
Ses talents d’improvisateur et de rythmicien sont repérés très tôt par beaucoup d’artistes dans le milieu du jazz, notamment Archie Schepp, Richard Bona, Louis Winsberg, Paco Sery et tant d’autres.
A 18 ans, Yutaka Sado l’invite comme violoncelle solo à l’Orchestre national Bordeaux Aquitaine. Il jouera également le concerto pour violoncelle d'Edward Elgar et différents concerts de musique de chambre avec les solistes de l’orchestre. Au cours de la même période, il rencontre Mstislav Rostropovitch qui lui promet un grand avenir. Sa carrière de batteur de jazz s’ouvre alors vers la musique du monde, notamment la musique de l’île de la Réunion et Madagascar.
Il crée avec le violoniste Guillaume Latour et la pianiste Véronique Goudin le trio Jacques Thibaud, avec lequel il remporte de nombreuses récompenses internationales.
En 2005, une nouvelle forme d’art vient à lui, le théâtre. En effet, on le retrouve au violoncelle auprès de Jean-Pierre Marielle et Agathe Natanson dans la pièce Les Mots et La Chose de Jean-Claude Carrière, d’abord au Théâtre de l’Oeuvre à Paris et en tournée dans toute la France et en Europe francophone,.
Sa collaboration avec Jean-Pierre Marielle continue dans La correspondance de Groucho Marx, mise en scène par Patrice Leconte. Cette fois-ci, Pierre-François est à la batterie et est directeur musical au Théâtre de l’Atelier à Paris puis lors de la tournée qui se finira par le festival Juste pour rire de Montréal.
Il forme avec l’accordéoniste Lionel Suarez un duo collaborant sur scène et en studio avec entre autres Zebda, Art Mengo, André Minvielle, Karimouche, Pacifico et Sanseverino,. 
En 2012, il enregistre avec le guitariste Kevin Seddiki l’album Cocanha ! (E-Motive Records). La même année, il crée l’ensemble Archipel, dont il est toujours directeur musical. 
Sur scène il collabore avec Diana Krall, Melody Gardot et enregistre les albums de Christophe, Salvatore Adamo et Autour de Nina avec l’arrangeur et réalisateur Clément Ducol.
Il participe à la creation de nombreux albums et partage la scène avec des artistes tels que Maxim Vengerov, Hans Zimmer, Nemanja Radulovic, Quincy Jones, Jean-Luc Ponty, Stefano di Battista, Vanessa Paradis, Bojan Z, Camille, Sylvain Luc, Charles Aznavour, David Binney, Yael Naim, Hugh Coltman, Vincent Delerm, Yvan Cassar, Meddy Gerville, Eric Seva, Zaz, Spleen, Maxime Le Forestier, Marc Bertoumieux, Camélia Jordana, Sandra Nkaké, Gregory Porter, Sophie Hunger, Keziah Jones, Olivia Merilahti, Ben L’oncle Soul, Marc Lavoine, Roberto Alagna, Régis Gizavo, Warren Ellis, Mory Kanté, Giovanni Mirabassi, M…
En 2017, après des années de collaborations, concerts et tournées, il crée avec le violoniste Guillaume Latour le duo VV, album à paraître en 2018.

## Discographie
- 2009 : Espace Croisés - Eric Séva, William Lecomte, Lionel Suarez, Pierre-François Dufour (Le chant du monde)
- 2010 : Follow Jon Hendricks … If You Can !!! - Andre Minvielle (Bee Jazz Records)
- 2011 : Pasión  - Roberto Alagna (Deutsche Grammophon)
- 2011 : Aznavour Toujours - Charles Aznavour (EMI Music)
- 2012 : La Guinéenne - Mory Kanté (Discograph)
- 2013 : Cocanha ![12] - Lionel Suarez, Kevin Seddiki, Pierre-François Dufour (E-motive Records)
- 2014 : Paris - Zaz (Play on)
- 2014 : Autour de Nina (Verve)
- 2014 : Carnets de voyage - Nemanja Radulovic (Deutsche Grammophon)
- 2014 : Giu la Testa[13] - Stefano Di Battista, Sylvain Luc, Daniele Sorrentino, Pierre-François Dufour (Harmonia Mundi)
- 2016 : A Présent - Vincent Delerm (Tot ou Tard)
- 2016 : Autour de Chet[14],[15] (Verve)
- 2016 : Les Vestiges du chaos  - Christophe (Capitol)
- 2017 : OUÏ[16] - Camille (Because Music)

### Musiques de films
- 2015 : Le Petit Prince - Hanz Zimmer, Richard Harvey, Camille (Because Music)
- 2017 : Ce qui nous lie (Arista Records)
- 2017 : Maryline – Titre Cette blessure (Universal)
- 2017 : Gauguin - Warren Ellis (Warner Music)

## Prix et récompenses

### Récompenses discographiques
- Disque Choc 2015, Jazz Magazine
- Coup de Cœur, Académie Charles Cros
- Victoire de la Musique « Spectacle musical, tournée ou concert de l'année » avec Camille[17]
- « ffff » Télérama

### Concours internationaux
- Concours international SONOR au niveau Excellence à Paris. (1996)
- Deuxième prix, concours international Charles Hennen
- Premier prix, concours international Pianello Val Tidone (en trio avec le violoniste Guillaume Latour et la pianiste Véronique Goudin)